# هنری اف. اشهرست
هنری فانتن اشهرست (به انگلیسی: Henry Fountain Ashurst) سناتور سابق عضو حزب دموکرات ایالات متحده آمریکا بود. وی در سال ۱۹۱۲ تا ۱۹۴۱ میلادی سناتور ایالت آریزونا در سنای ایالات متحده آمریکا بود.